# Cirilo Nelson
Cirilo Nelson (La Ceiba, Honduras, 30 de julio de 1938 - Alcalá de Henares, España, 26 de diciembre de 2020) fue un botánico hondureño e investigador del Departamento de Biología, de la Universidad Nacional Autónoma de Honduras. En 1965, obtuvo su maestría en la Universidad de Colorado.

## Eponimia
Las plantas siguientes le han sido dedicadas
- Thouinidium cyrilli-nelsonii J. Linares, Ceiba 50(1):18-20. 2010.
- Diplazium nelsonianum A. Rojas, Mét. Ecol. Sistem. 3 (Supl. 1):32. 2008.
- Justicia ciriloi T.F. Daniel, Contr. Univ. Michigan Herb. 24:74. 2005.
- Arachnothryx nelsonii Lorence, Novon 15(3):448. 2005.
- Cuphea cyrilli-nelsonii R. Zúñiga, Ceiba 35(1):63. 1994.
- Psychotria cyrilli-nelsonii Ant. Molina, Ceiba 30(1):65. 1981.
- Eupatorium cyrilli-nelsonii Ant. Molina, Ceiba 22(1):39. 1978.

La salamandra siguiente le ha sido dedicada
- Nototriton nelsoni Townsend, Zootaxa 4196(4):511-528. 24 Nov. 2016.

## Honores
- Premio de Investigación Científica. Universidad Nacional Autónoma de Honduras, 2007.
- Dedicación del Herbario "Cyril Hardy Nelson Sutherland" de la Universidad Nacional Autónoma de Honduras, 8 de diciembre de 2005.
- Profesor Emérito de la Escuela Superior del Profesorado "Francisco Morazán" (Universidad Pedagógica Nacional), 15 de diciembre de 1987.
- Premio Nacional de Ciencias "José Cecilio del Valle" del Gobierno de Honduras, 22 de noviembre de 1987.
- Doctor honoris causa por la Universidad Nacional Autónoma de Honduras, 17 de octubre de 1985.

## Algunas publicaciones
- "Adiciones y comentarios a la flora de Honduras". Ceiba 51(2):70-88. 2010.
- "Catálogo de las plantas vasculares de Honduras. Espermatofitas". Secretaría de Recursos Naturales y Ambiente. Editorial Guaymuras. 2008.
- "Nombres de botánicos que han descrito plantas originales de Honduras". Ceiba 43(2):211-266. 2002[2003].
- "Plantas descritas originalmente de Honduras y sus nomenclaturas equivalentes actuales". Ceiba 42(1):1-71. 2001[2002].
- "Material tipo de la colección de Sessé y Mociño en el Real Jardín Botánico de Madrid". Anales Jardín Bot. Madrid 55(2):375-418. 1997.
- "Hondurensis plantarum vascularium catalogus: Pteridophyta". Fontqueria 43:[1-2]-139. 1996.
- "La flora de Honduras en la Biologia centrali-americana, de Hemsley". Fontqueria 44:[1]-272. 1996.
- "Nociones fundamentales de Anatomía Vegetal". Editorial Universitaria: Tegucigalpa. 1994.
- "Biología General II". Editorial Universitaria: Tegucigalpa. 1987.
- "Plantas Comunes de Honduras". Colección Docencia 1. Editorial Universitaria: Tegucigalpa. 1986.
- "Biología General I". Editorial Universitaria: Tegucigalpa. 1986.
- "Nociones de Taxonomía Vegetal". Colección Docencia 7. Editorial Universitaria: Tegucigalpa. 1982.
- "Ciencias Naturales". Servicópiax Editores: Tegucigalpa. 1979.
- "Biología". Servicópiax Editores: Tegucigalpa. 1979.
- "Nociones de latín para estudiantes de Taxonomía". Ceiba 20(1):53-60. 1976.

- La abreviatura «C.Nelson» se emplea para indicar a Cirilo Nelson como autoridad en la descripción y clasificación científica de los vegetales.[3]

## Información Extra
- Ciencia y tecnología en Honduras
- Premio Nacional de Ciencia José Cecilio del Valle
- Educación en Honduras